# Dóra María Lárusdóttir
Dóra María Lárusdóttir, född 24 juli 1985, är en isländsk fotbollsspelare. Hon spelar i Valur och för Islands landslag. 

## Meriter
- Isländsk mästare: 5 gånger
- Isländsk cupmästare: 4 gånger

### Utmärkelser
- Framröstad som "spelarnas val av årets spelare" i isländska högstadivisionen: 2008